# La Dame de pique
Pour les articles homonymes, voir La Dame de pique (homonymie).
La Dame de pique (en russe : Пиковая дама, Pikovaïa dama) est une nouvelle fantastique d'Alexandre Pouchkine ; elle a été publiée dans la revue Cabinet de lecture en février 1834.

## Genèse
La Dame de pique est écrite en novembre 1833 dans le domaine familial de Pouchkine à Boldino,.

## Personnages principaux
- La comtesse Anna Fedotovna : personnage central de l'intrigue. Lors d'un séjour fait jadis à la cour de Louis XV, la vieille femme a appris une combinaison secrète permettant de s'enrichir en jouant aux cartes.
- Hermann : jeune officier allemand. Il découvre le secret de la comtesse mais finit victime de sa propre cupidité.
- Lisabeta Ivanovna : demoiselle de compagnie de la comtesse. Elle s'éprend d'Hermann, qui se sert d'elle pour connaître le secret des cartes.
- Tomski : officier, ami d'Hermann. Petit-fils de la comtesse, il révèle à Hermann l’histoire de sa grand-mère.
- Naroumof : lieutenant des gardes à cheval. Ami d'Hermann et de Tomski, c'est chez lui que s'ouvre le récit.

## Résumé
Une nuit d'hiver, chez le lieutenant Naroumof, cinq jeunes gens passent leur temps à jouer à un jeu de cartes: le Baccarat. Ils en viennent à discuter du mystérieux pouvoir de la comtesse Anna Fedotovna, grand-mère de l'un d'entre eux, Paul Tomski. La vieille dame connaîtrait une combinaison secrète de trois cartes permettant de gagner infailliblement au jeu de pharaon.
Tomski narre l'histoire de sa grand-mère. Alors qu'elle séjournait à Versailles dans sa jeunesse, elle jouait beaucoup. Un soir, elle perdit une somme colossale, ce qui provoqua la colère de son mari. Elle trouva une aide inespérée chez le comte de Saint-Germain : il lui révéla une martingale par laquelle elle regagna tout son argent le soir même. Mais depuis, la comtesse refuse obstinément de livrer son secret.
L'un des cinq compagnons de jeu est Hermann, jeune officier du génie d'origine allemande. Il n'a jamais touché une seule carte. Fasciné par la richesse que pourrait lui procurer la combinaison mystérieuse, il séduit Lisabéta Ivanovna, demoiselle de compagnie de la comtesse. Lisabéta lui donne rendez-vous un soir dans sa chambre. Mais Hermann s'introduit par une autre porte et se cache dans une pièce voisine. Après plusieurs heures d'attente, il entre chez la vieille dame, qui s'apprête à se coucher. Effrayée par l'arme dont l'intrus la menace, elle meurt sur-le-champ.
À l'enterrement de la comtesse, Hermann croit la voir cligner malicieusement de l’œil. Frappé d'effroi, il s'effondre. En même temps, Lisabéta est prise d'un malaise sur le parvis de l'église.
La nuit suivante, Hermann a une vision. La comtesse vient lui révéler son secret : le trois, le sept et l'as, qu'il devra jouer à raison d'une seule carte par soirée. Mais elle lui fait promettre d'épouser Lisabéta et de ne plus jamais jouer. Hermann devient victime d'une idée fixe : il voit partout des trois, des sept et des as... Envisageant de rompre sa promesse, il songe à quitter l'armée et partir pour Paris, où il pourrait s'enrichir en paix.
Cependant, sûr de lui, il se rend au casino dès le lendemain soir. Il joue la première carte avec succès. Le surlendemain, il abat la deuxième carte et gagne. Le troisième soir, il mise toute sa fortune sur ce qu'il croit être l'as. Mais par inadvertance, il a joué la dame de pique. Il s'en rend compte trop tard. La carte ressemble étrangement à la comtesse. Elle lui adresse même un nouveau clin d'œil... Ruiné, il sombre dans la folie. Interné à l'hôpital psychiatrique d'Oboukhov, il répète sans cesse : « Trois, sept, as ! Trois, sept, dame !... »
Lisabéta Ivanovna épouse un aimable jeune homme et Tomski convole en justes noces avec la princesse Pauline.

## Lieu
En 1922, le philologue Mstislav Tsiavlovski publie les écrits du poète Nachtchokine, un ami de Pouchkine, selon des notes de Barteniev. Pouchkine aurait évoqué une dame tenant un brillant salon à Saint-Pétersbourg, pour laquelle il éprouvait un amour platonique. Bien que son nom ne soit pas mentionné, il s'agit sans doute de la comtesse Dolly de Ficquelmont. En effet, Pouchkine compte alors parmi les familiers du palais Saltykov de Saint-Pétersbourg. Cette demeure aurait servi de modèle au palais de la vieille comtesse de La Dame de pique[réf. nécessaire].

## Réception et analyse
Considéré comme « un chef-d’œuvre de l'art fantastique » par Dostoïevski la nouvelle ne clarifie pas la nature de l'apparition de la comtesse, au lecteur de choisir entre une interprétation réaliste ou surnaturelle de cet événement. De même, plusieurs interprétations sont possibles sur l'identification des cartes gagnantes et l'erreur de la carte finale par Hermann : par exemple Gary Rosenshield affirme que cette erreur permet à Hermann de pouvoir continuer à participer aux jeux d'argent qui le fascinent tant.

## Traductions françaises
La nouvelle a été traduite plusieurs fois en français, notamment en 1852 par Prosper Mérimée, et en 1935 par André Gide, qui ne connaît pas le russe mais s'appuie sur la compétence de Jacques Schiffrin.

## Postérité

### Opéra
- Fromental Halévy: La Dame de Pique, opéra-comique, sur un livret d'Eugène Scribe (1851)
- Franz von Suppé: La Dame de Pique, opérette, sur un livret de S. Strasser (1864), arrangement de La Tireuse de Cartes (1862).
- Piotr Ilitch Tchaïkovski : La Dame de pique, sur un livret écrit par le frère du compositeur, (1890).

### Cinéma
La Dame de pique a été adaptée à plusieurs reprises au cinéma :
- 1910 : La Dame de Pique (Pikovaya dama), film muet russe de Piotr Tchardynine
- 1916 : La Dame de Pique (Pikovaya dama), film muet russe de Yakov Protazanov
- 1927 : Pique Dame, film muet allemand de Aleksandr Razoumny, avec Jenny Jugo et Walter Jannsen
- 1937 : La Dame de pique, film français de Fyodor Otsep, avec Marguerite Moreno et Pierre Blanchar
- 1949 : La Reine des cartes (The Queen of Spades), film britannique de Thorold Dickinson, avec Anton Walbrook et Edith Evans
- 1965 : La Dame de pique, film français de Léonard Keigel, avec Dita Parlo, Michel Subor et Simone Bach
- 2016 : La Dame de pique, film russe de Pavel Lounguine, avec Ksenia Rappoport

### Télévision
- 1949 : Pique Dame, téléfilm britannique de John Glyn-Jones, avec Albert Lieven, Ursula Howells et Ellen Pollock
- 1958 : La Dame de pique, téléfilm français de Stellio Lorenzi, avec Gabrielle Dorziat Arlette Thomas, Roger Crouzet et Jean Rochefort
- 1972 : Dama pikowa, téléfilm polonais de Janusz Morgenstern, avec Ryszard Barycz et Jan Englert
- 1982 : La Dame de pique, téléfilm soviétique d'Igor Maslennikov, avec Viktor Proskourine et Irina Dymtchenko

### Livre illustré
- 2016 : La Dame de pique, Alexandre Pouchkine et Hugo Bogo, collection « Grands Classiques illustrés », éditions Sarbacane

## Édition
- (ru + fr) Alexandre Pouchkine (trad. André Gide et Jacques Schiffrin, préf. Nina Kehayan), La Dame de pique [« Пиковая дама »] (bilingue), Paris, Gallimard, coll. « Folio bilingue » (no 54),‎ 17 août 2006 (1re éd. 1995), 116 p., poche (ISBN 2-07-039342-9).